# Edefors laxfiske
Edefors laxfiske var en fiskeplats som låg på Laxholmen i Luleälven, i nuvarande Bodens kommun drygt 15 km uppströms Harads. Fiskeplatsen var i bruk åtminstone sedan 1300-talet och fram till 1960-talet, då forsen försvann på grund av kraftverksutbyggnad. Byggnaderna på Laxholmen är skyddade som byggnadsminne.
Edefors laxfiske omnämns troligen för första gången 1331, då Hälsinglands fogde Johan Ingemarsson och ärkebiskop Olof i ett dokument kommer överens om hur de ska förfara med sina gemensamma egendomar. Det framgår att de ägde varsin tredjedel av ett fiske i Luleälven, och detta fiske bör ha varit Edeforsen. Laxfisket ingick uppenbarligen i den förläning kring Lule älv som fogden, ärkebiskopen och Nils Fartegnsson erhöll av kronan på 1320-talet.
På 1450-talet var laxfisket i Luleälven i Birgitta Magnusdotter Porses ägo. Det är inte känt hur hon kom över det, men hon var sedan tidigare innehavare av en egendom i Piteå som ursprungligen tillhört Nils Abjörnsson (Sparre). År 1453 ärvde Fader Ulfsson Sparre laxfisket i Luleälven efter henne. År 1486 anklagade hans båda söner sockenmännen i Luleå för att olagligen fiska nedströms Edefors. Vid den tidpunkten var även Uppsala domkyrka sakägare.
Efter reformationen övergick kyrkans andel av Edefors laxfiske till kronan, medan adelsmännen behöll sin andel. I ett dokument från 1539 nämns Laxholmen för första gången. När Luleå stad fick sina privilegier 1621 överlämnades kronans del av laxfisket till den nya staden. Av ett brev från 1631 framgår att laxfisket av ålder bedrivits av kronan och adeln gemensamt och att fångsterna delats lika mellan båda parter. I ett syneprotokoll från 1742 nämns att byggnadsbeståndet på Laxholmen, eller Luleåholmen som den också kallas, bestod av "stugan, störhuset, laxboden, båthuset, badstugan och avträdet".
År 1886 köpte Luleå stad in även adelsmännens del av Edefors laxfiske. Under några år drev staden fisket i egen regi, därefter mot arrende. Fisket fortsatte under en stor del av 1900-talet, men 1960 sålde Luleå stad fallrättigheterna i Edeforsen till Vattenfall. Laxede kraftverk anlades, forsen försvann och med den laxfisket.
Byggnaderna på Laxholmen har renoverats och är förklarade som byggnadsminne.